# Roger Payne
Roger Searle Payne, ameriški zoolog in naravovarstvenik, * 29. januar 1935, New York, Združene države Amerike, † 10. junij 2023, South Woodstock, Vermont, ZDA.
Proslavil se je z odkritjem bogatega zvočnega repertoarja kitov grbavcev leta 1967 (s Scottom McVayem), kar je dalo zagon svetovni kampanji za konec komercialnega kitolova.

## Življenjepis
Rodil se je na Manhattnu materi Elizabeth (roj. Searle) in očetu Edwardu Payneu. Mati je bila učiteljica klavirja, oče pa elektroinženir. Po končani srednji šoli je vpisal študij biologije na Univerzi Harvard, kjer je diplomiral leta 1956, in nadaljeval z doktorskim študijem vedenja živali na Univerzi Cornell.
Že med dodiplomskim študijem na Harvardu se je usmeril v bioakustiko; najprej je preučeval eholokacijo netopirjev, na Cornellu pa vlogo sluha pri lovu sov v temi. Po doktoratu leta 1961 se je zaposlil kot podoktorski raziskovalec na Univerzi Tufts v Bostonu, kjer pa je počasi izgubil zanimanje, saj ni videl povezave med temi raziskovalnimi problemi in ohranjanjem narave. Njegovo pozornost so pritegnili kiti in leta 1967 je z McVayem odšel na Bermude, skozi katere kiti pogosto potujejo. Tam je spoznal mornariškega inženirja, ki je prisluškoval podvodnim zvokom za odkrivanje sovjetskih podmornic in je včasih slišal neznane melodične klice ter jih posnel. Z McVayem sta z dodatnim snemanjem s hidrofoni potrdila, da se tako oglašajo grbavci in Paynea so zvoki, ki jih je poimenoval »pesmi«, povsem prevzeli. Odkril je strukturo iz ponavljajočih se elementov v frazah, ki lahko trajajo tudi po pol ure.
Hkrati je prepoznal priložnost približati te živali najširši javnosti in je leta 1970 izdal ploščo z naslovom Songs of the Humpback Whale. Ta je postala velika prodajna uspešnica, ki se je uvrstila na lestvico Billboard 200 in ostala na njej več tednov, prodanih je bilo več kot 100.000 izvodov. Vse do zdaj ostaja najbolje prodajani album zvokov narave v zgodovini. To je bil čas prebujajočega se družbenega aktivizma v ZDA in hipijevskega gibanja, dovzetnega za nov stik z naravo (po naključju je bil prav leta 1970 prvič obeležen dan Zemlje). Po drugi strani je bil kitolov na vrhuncu in grbavci so bili poleg še več vrst kitov tik pred izumrtjem. Payne je razširil posnetke tudi med glasbeniki, ki so kitove pesmi vključili v svoje kompozicije in hitro se je lepota kitovih pesmi zasidrala v splošno ljudsko zavest. Odziv je bil buren. Znameniti slogan »Save the Whales« (»rešimo kite«) je bil povsod, iniciativo je podprl novoustanovljeni Greenpeace in kmalu so začeli aktivisti fizično blokirati kitolov. Gibanje je pridobilo dovolj veljave, da je bil kitolov v ameriških vodah leta 1972 prepovedan, na mednarodni ravni pa je bil pod okriljem Mednarodne komisije za kitolov v 1980. sprejet moratorij na kitolov, kar je omogočilo okrevanje populacij več vrst kitov.
Payne je prevzel aktivno vlogo v prizadevanjih za ohranjanje kitov in je leta 1971 ustanovil nepridobitno organizacijo Ocean Alliance. Poleg tega je deloval kot docent za biologijo na Univerzi Rockefeller in raziskovalec na Inštitutu za raziskave vedenja živali (IRAB), ki sta ga upravljala Univerza Rockefeller in Wildlife Conservation Society (takrat še pod imenom New York Zoological Society). Sodeloval je pri pripravi še več nosilcev zvoka s posnetki kitov, dokumentarnih serij in filmov.

### Zasebno življenje
Leta 1960 se je poročil z raziskovalko kitov in slonov Katharine Boynton, ki je opravljala podobne raziskave oglašanja. Imela sta štiri otroke. Po ločitvi leta 1985 se je poročil z igralko in okoljevarstvenico Liso Harrow.
Umrl je za karcinomom ploščatih celic v starosti 88 let na svojem domu v kraju South Woodstock (Vermont). Nekaj dni pred njegovo smrtjo je v reviji Time izšel esej, v katerem je pozval k okrepitvi naravovarstvenega gibanja, ki mu je bil predan vse življenje.